# Wilbur Thompson
Wilbur Marvin „Moose“ Thompson (* 6. April 1921 in Frankfort, South Dakota; † 25. Dezember 2013 in Long Beach, Kalifornien) war ein US-amerikanischer Leichtathlet.

## Werdegang
Schon in seiner Zeit am kalifornischen Modesto Junior College war Wilbur Thompson ein talentierter Kugelstoßer und gewann 1939 und 1940 die nationalen Meisterschaften. 1942 war er als Mitglied der University of Southern California Fünfter bei den NCAA-Meisterschaften. Nach seiner Rückkehr aus dem Zweiten Weltkrieg konnte er in die US-amerikanische Spitze vordringen.
Nach einem zweiten Platz bei den NCAA-Meisterschaften 1946 gewann Wilbur Thompson bei den Olympischen Spielen 1948 in London das Kugelstoßen. Mit einer Weite von 17,12 m konnte er seine Landsleute Jim Delaney (16,68 m) und Jim Fuchs (16,42 m) sicher distanzieren. Der bestplatzierte Nicht-US-Amerikaner war mit 15,43 m auf Platz 4 der Pole Miecisław Lomowski. Zwölf Jahre nach den Spielen in Berlin, als die US-Amerikaner die Plätze 4 bis 6 belegten und erstmals medaillenlos blieben, gelang ihnen also wieder ein Dreifachsieg.
Am 28. Juli 1949 stellte Jim Fuchs mit 17,79 m seinen ersten Weltrekord auf. In diesem Wettkampf wurde Wilbur Thompson mit 16,44 m Zweiter. Wilbur Thompson war 1,83 m groß und wog in seiner aktiven Zeit 89 kg.
1953 ließ er sich in Long Beach nieder und war im Ölgeschäft sowie in der für den bundesstaatlichen Landbesitz zuständigen Kommission (California State Lands Commission) tätig. Thompson war Vater dreier Töchter. Er starb am 25. Dezember 2013 im Alter von 92 Jahren.